# Csáky Mihály (kancellár)
mihályi Csáky Mihály vagy Csáki Mihály (1492. k. – Gyulafehérvár, 1572. május k.) 1548–1551 és 1556–1571 között az erdélyi fejedelmi tanács tagja, az erdélyi kancellária megszervezője, az első erdélyi kancellár. A 16. század közepén az erdélyi politikai élet egyik legbefolyásosabb alakja volt.

## Életútja
Köznemesi családból származott, apja, Csáky István, Sopron vármegye követe volt az 1505. évi országgyűlésen. Csáky Mihály 1521–1525 között rokona, Gosztonyi János erdélyi püspök támogatásával a krakkói egyetemen tanult, ahol diáktársai többek között Dévai Bíró Mátyás, Kálmáncsehi Sánta Márton, Szegedi Dénes Lajos és Károlyi János voltak. Ezt követően egyházi pályára lépett, és Jakó Zsigmond feltételezése szerint János Zsigmond udvarába került. 1539-től Gyulafehérváron volt kanonok, 1543-tól püspöki alhelyettes és krasznai esperes, 1545-től püspöki vikárius, 1549-ben hunyadi esperes. Ebben az időszakban kötött barátságot Verancsics Antallal, akit 1549-től követett Izabella királyné titkári állásában.
1548-tól 1551-ig a Fráter György mellé rendelt tizenkét tagú fejedelmi tanács tagja volt, amelyet az 1548. évi tordai országgyűlés azért hozott létre, hogy a barát hatalmát korlátozza. Fráter György ellenségesen viszonyult Csákyhoz, egyrészt mert a tanácsos Izabella híve volt, másrészt – a római katolikus egyházban betöltött tisztségei ellenére – fokozatosan a lutheri tanok felé hajlott. Mathias Miles krónikás feljegyezte, hogy Fráter György milyen büntetést alkalmazott a pénteki böjtöt megszegő Csákyval szemben: meztelen testére nyulat és tyúkot kötöztetett és vadászkutyákat eresztett rá. A fejedelmi tanácsban betöltött tisztsége mellett 1549–1550-ben kancelláriai titkár volt, emellett ő volt a gyermek János Zsigmond nevelője is. Amikor 1549-ben a nyírbátori szerződést követően a királyné és a barát hívei szembekerültek, Fráter György hatalmaskodás vádjával törvény elé akarta idézni Csákyt, majd 1550-ben meg is akarta gyilkoltatni.
1551-ben Izabella királyné kíséretének tagjaként Csáky Mihály Lengyelországba utazott. I. Ferdinánd próbálta a maga udvarába csábítani Csákyt, de nem járt sikerrel. 1556 őszén, amikor Izabella és János Zsigmond visszatértek Erdélybe, Csáky nekilátott az erdélyi kancellária létrehozásához, amelyet az erdélyi rendek már az 1550. évi kolozsvári országgyűlésen szorgalmaztak. A kancellária Csáky tervei nyomán két részből állt: a kancellár alá rendelt cancellaria maior a külügyi és belügyi kormányzat ügyeinek intézésével foglalkozott, míg a cancellaria minor, amelynek két ítélőmester állt az élén, Erdély és a Partium törvénykezési ügyeit intézte.
Izabella halála után Csáky János Zsigmond mellett maradt kancellári és tanácsadói tisztségben, és Erdély legbefolyásosabb főúri személye volt. Többnyire a háttérben maradva végezte munkáját, amely a törvénykezéstől a diplomácián át az egyházi ügyekig mindent átfogott, sőt egyes időszakokban, kinevezett kincstartó hiányában ő irányította a fejedelemség pénzügyeit is. Forgách Ferenc „mindenhatónak ismert”-ként aposztrofálta. A fegyveres harcokban nem vett részt, de katonai ügyekben szintén fontos befolyással rendelkezett. Balassa Menyhért árulása után Csáky volt az, aki jó szervezéssel elejét vette a súlyosabb következményeknek. János Zsigmond 1571-ben bekövetkezett halála után nem vállalt több tisztséget.
A kutatások még nem tárták fel pontosan az evangélikus egyházban vállalt szerepét. 1551-ben nagyobb pénzösszeggel támogatta Heltai Gáspár bibliafordítását, és életének második szakaszában az evangélikus egyház legfőbb pártfogója volt, de nem tudni, hogy formálisan mikor állt át Luther követői közé. Egyes külföldi követek szerint egyházi tisztséget is viselt az evangélikusoknál. Az 1568-as gyulafehérvári hitvitától kezdve az antitrinitárius tanok követője lett, és egyes krónikások nagy szerepet tulajdonítanak neki János Zsigmond unitáriussá térítésében, de ez is a vitatott kérdések közé tartozik.
Kortársai rendkívül fukar és erőszakos embernek tartották. Élete végére hatalmas vagyont gyűjtött: övé volt Huszt egyharmada, a magjaveszett Czibak család bihari birtokai, a mezősámsondi és mezőmadarasi uradalmak és több, mint hetven falu. Nem alapított családot, halála után hagyatékán unokaöccsei osztoztak.